# Johan-Olav Botn
Pour les articles homonymes, voir Botn.
Johan-Olav Smørdal Botn, né le 18 juin 1999 à Stårheim, est un biathlète norvégien.

## Biographie
Aux Championnats d'Europe 2024 de Brezno-Osrblie, il remporte la médaille d'argent sur l'individuel et sur le sprint.
Grâce à ses bonnes performances sur le circuit IBU Cup lors de la saison 2023-2024, il est appelé pour faire ses débuts en Coupe du monde à Oberhof, puis est rappelé en mars pour les deux étapes de la tournée nord-américaine de fin de saison. Cette promotion lui fait manquer les dernières épreuves de l'IBU Cup, alors qu'il était bien installé en tête du classement général. Finalement, le gain du globe de l'IBU Cup lui échappe, il termine deuxième derrière Mats Øverby.
Le 9 mars 2024, il signe le premier podium de sa carrière en Coupe du monde, dès son troisième départ à ce niveau, en se classant troisième du sprint de Soldier Hollow derrière les Français Eric Perrot et Émilien Jacquelin.
Il remporte le petit globe du classement de la mass-start de la saison d'IBU Cup 2024-2025.

## Palmarès

### Coupe du monde
- Meilleur résultat individuel : 3e

Mis à jour le 10 mars 2024.

#### Résultats détaillés en Coupe du monde
| 2023-2024 |    |    |    |    |    |    |    |    |        |        |    |    |    |    | .  | .  | .  | .  |    |    |       |        |       |       |        | 29e |
| 2023-2024 | IN | SP | PU | SP | PU | SP | PU | MS | SP 26e | PU 24e | SP | PU | SI | MS | SP | PU | IN | MS | IN | MS | SP 3e | PU 10e | SP 5e | PU 7e | MS 14e | 29e |

### IBU Cup
- Meilleur classement général : 2e en 2024.
- 2 petits globes de cristal :
  - Vainqueur du classement du sprint en 2024.
  - Vainqueur du classement de la mass-start en 2025.
- 25 podiums individuels : 11 victoires, 12 deuxièmes places et 2 troisièmes places.

 Dernière mise à jour le 14 mars 2025 

#### Podiums individuels en IBU Cup
| Podiums individuels en IBU Cup | Podiums individuels en IBU Cup | Podiums individuels en IBU Cup | Podiums individuels en IBU Cup | Podiums individuels en IBU Cup | Podiums individuels en IBU Cup |
| n°                             | Saison                         | Date                           | Lieu                           | Épreuve                        | Résultat                       |
| ------------------------------ | ------------------------------ | ------------------------------ | ------------------------------ | ------------------------------ | ------------------------------ |
| 1                              | 2022-2023                      | 25-02-2023                     | Canmore                        | Sprint 10 km                   | Médaille de bronze             |
| 2                              | 2022-2023                      | 01-03-2023                     | Canmore                        | Sprint 10 km                   | Médaille d'argent              |
| 3                              | 2022-2023                      | 03-03-2023                     | Canmore                        | Poursuite 12,5 km              | Médaille d'or                  |
| 4                              | 2023-2024                      | 30-11-2023                     | Kontiolahti                    | Individuel 20 km               | Médaille d'or                  |
| 5                              | 2023-2024                      | 02-12-2023                     | Kontiolahti                    | Sprint 10 km                   | Médaille d'or                  |
| 6                              | 2023-2024                      | 08-12-2023                     | Idre Fjäll                     | Sprint 10 km                   | Médaille d'or                  |
| 7                              | 2023-2024                      | 09-12-2023                     | Idre Fjäll                     | Sprint 10 km                   | Médaille d'argent              |
| 8                              | 2023-2024                      | 10-12-2023                     | Idre Fjäll                     | Poursuite 12,5 km              | Médaille d'or                  |
| 9                              | 2023-2024                      | 13-12-2023                     | Sjusjøen                       | Sprint 10 km                   | Médaille d'argent              |
| 10                             | 2023-2024                      | 15-12-2023                     | Sjusjøen                       | Poursuite 12,5 km              | Médaille d'or                  |
| 11                             | 2023-2024                      | 16-12-2023                     | Sjusjøen                       | Mass-Start 60 15 km            | Médaille de bronze             |
| 12                             | 2023-2024                      | 10-01-2024                     | Ridnaun-Val Ridanna            | Sprint 10 km                   | Médaille d'or                  |
| 13                             | 2023-2024                      | 24-01-2024                     | Brezno-Osrblie                 | Individuel 20 km               | Médaille d'argent              |
| 14                             | 2023-2024                      | 26-01-2024                     | Brezno-Osrblie                 | Sprint 10 km                   | Médaille d'argent              |
| 15                             | 2023-2024                      | 01-03-2024                     | Arber                          | Sprint 10 km                   | Médaille d'argent              |
| 16                             | 2023-2024                      | 03-03-2024                     | Arber                          | Sprint 10 km                   | Médaille d'or                  |
| 17                             | 2024-2025                      | 30-11-2024                     | Idre Fjäll                     | Sprint 10 km                   | Médaille d'argent              |
| 18                             | 2024-2025                      | 01-12-2024                     | Idre Fjäll                     | Poursuite 12,5 km              | Médaille d'argent              |
| 19                             | 2024-2025                      | 04-12-2024                     | Geilo                          | Individuel 20 km               | Médaille d'argent              |
| 20                             | 2024-2025                      | 06-12-2024                     | Geilo                          | Sprint 10 km                   | Médaille d'argent              |
| 21                             | 2024-2025                      | 07-12-2024                     | Geilo                          | Poursuite 12,5 km              | Médaille d'argent              |
| 22                             | 2024-2025                      | 19-12-2024                     | Obertilliach                   | Sprint 10 km                   | Médaille d'argent              |
| 23                             | 2024-2025                      | 21-12-2024                     | Obertilliach                   | Mass-Start 60 15 km            | Médaille d'or                  |
| 24                             | 2024-2025                      | 08-03-2025                     | Otepää                         | Poursuite 12,5 km              | Médaille d'or                  |
| 25                             | 2024-2025                      | 14-03-2025                     | Otepää                         | Sprint 10 km                   | Médaille d'or                  |

### Championnats d'Europe
| Édition / Épreuve   | Individuel                | Sprint                    | Poursuite | Relais mixte          | Relais mixte simple |
| ------------------- | ------------------------- | ------------------------- | --------- | --------------------- | ------------------- |
| Brezno-Osrblie 2024 | Médaille d'argent, Europe | Médaille d'argent, Europe | 11e       | Médaille d'or, Europe | —                   |

Légende:
- : première place, médaille d'or
- : deuxième place, médaille d'argent
- —: non disputée par Johan-Olav Botn